# Юрков Олександр Валерійович
Олександр Валерійович Юрков (27 липня 1975 року, Синельникове, Дніпропетровська область, Українська РСР) — український професійний спортсмен-баготоборець і тренер. Учасник літніх Олімпійських ігор 2000 року в Сіднеї, срібний призер молодіжного чемпіонату Європи-1997, чемпіон України та юнацької світової першості, призер етапів Кубка світу та Європи, майстер спорту України міжнародного класу.

## Біографія
Олександр розпочав свою спортивну кар'єру вихованцем Дніпропетровського вищого училища фізичної культури (ДВУФК). У 18 років він отримав звання майстра спорту та став членом юніорської збірної команди України. У її складі вперше виступив на міжнародній арені — чемпіонаті світу 1994 року в Лісабоні. Становленням та розвитком Олександра Юркова як спортсмена займалися такі тренери, як Олег Руєв та Олександр Черняєв. Також на його технічний прогрес в окремих дисциплінах багатоборства вплинули наставники Олександр Багач та Юрій Горбаченко (стрибки у довжину).
На національній арені спортсмен понад десяток разів перемагав у чемпіонаті України, був володарем національного рекорду України у приміщеннях у семиборстві 2001—2009 рр., а також успішно проявляв себе на міжнародних змаганнях, неодноразово посідав призові місця. Завершив спортивну кар'єру 2006 року. Ще бувши чинним спортсменом, Юрков виступав як наставник для молодих атлетів. Наприклад, рік роботи з Юлією Акуленко привів до її відбору на Олімпійські ігри в Афінах, де вона посіла 23 місце. Згодом Олександр почав тренувати на постійній основі у Броварській школі вищої спортивної майстерності. Успіхи на цій посаді привели до призначення його головним тренером збірної національної команди України з багатоборства. Його вихованці неодноразово займали високі місця на найзначніших міжнародних змаганнях. Після закінчення контракту 2016 року Юрков переїхав до США, де продовжив тренерську діяльність. Зараз живе та працює у Нью-Йорку.

## Спортивні досягнення
- 1995—2006 — член національної команди України з семиборства;
- 1997 — срібний медаліст Чемпіонату Європи з легкої атлетики серед молоді 1997 (7888 очка);
- 2000 — участь в Олімпійських іграх у Сіднеї (16-е місце, 7 993 очки);
- 2000 — 4-е місце в Чемпіонаті з Десятиборства Австрія, Гетцис (8 574 очка);
- 2000, 2001 — дворазовий переможець Кубка Європи в десятиборстві;
- 2001 — фіналіст Чемпіонату світу з легкої атлетики в приміщенні ;
- 2002 — 3-е місце Hypo-Meeting в Австрії, Гетцис (8 508 очка);

## Професійні рекорди
- 2001—2009 — володар Національного рекорду України (6 160 очка);

## Тренерські досягнення
- 2013—2016 — головний тренер національної збірної України з багатоборства[3], а також головний тренер Олімпійської збірної України з багатоборства.

Найвищих результатів серед його вихованців досягли:
- 2013 — золото Анни Касьянової на чемпіонаті світу в Москві.
- 2016 — срібло Олексія Касьянова на чемпіонаті світу в Портленді.[4]

Також Юрков брав участь у становленні кар'єри світової рекордсменки серед юніорів Аліни Шух, яка здобула золото з метання списа на чемпіонаті світу з легкої атлетики серед юніорів 2018 року.

## Освіта
- 1991—1996 Дніпропетровський коледж фізичного виховання.
- 1996—2000 ступінь магістра (М. А. З.), Придніпровська державна академія фізичної культури та спорту.
- 2000—2005 ступінь магістра (М. А. З.), Національна податкова академія України.
- 2013—2014 сертифікат фізичного виховання, Національний університет фізичного виховання та спорту України (курси підвищення кваліфікації).